# Бухарино (Челябинская область)
Буха́рино — деревня в Сосновском районе Челябинской области. Входит в состав Мирненского сельского поселения.

## География
Расположена на берегу реки Зюзелги. Расстояние до районного центра села Долгодеревенского 17 км.

## История
Деревня основана в XVII веке (точная дата неизвестна) казаками Челябинской крепости Бухариными. Относилась к Долгодеревенскому станичному юрту (3-й военный отдел) Оренбургского казачьего войска. 
В 1929 году жители организовали колхоз «Плуг и молот». 
С 1995 года работает племенное хозяйство «Россия».

## Население
| 2002 | 2010 |
| ---- | ---- |
| 99   | ↘96  |

По данным Всероссийской переписи, в 2010 году численность населения деревни составляла 96 человек (45 мужчин и 51 женщина).

## Улицы
Уличная сеть деревни состоит из 7 улиц и 4 переулков.